# Henshuizen
Henshuizen (Fries: Jinshuzen of Jinshúzen) is een buurtschap in de gemeente Heerenveen, in de Nederlandse provincie Friesland. Het ligt ten noordwesten van Akkrum, waaronder het ook formeel valt.
Henshuizen is van oudsher een terp. Topologisch nog steeds terug te vinden in de zijweg van de buurtschap Meskenwier die vanaf daar naar Terhorne loopt, en verder in de naamgeving van de bushalte ter plekke en het het veldnaam Henshuizerveld op het grondgebied van Terhorne.
In 1840 had de buurtschap had de buurtschap 22 inwoners verdeeld over 3 huizen, allen gelegen op de terp. In de tweede helft van de 19e eeuw is met de aanleg van een ontsluitingsweg naar Terherne een café of koffiehuis bijgekomen aan de straat met de naam Healwei. Dit is nu een woonboerderij. Een van de boerderijen op de terp is deels omgebouwd tot ijsboerderij met een boerenstreekwinkeltje.
Dorpen: Akkrum · Bontebok · De Knipe · Gersloot · Gersloot-Polder · Haskerdijken · Heerenveen · Hoornsterzwaag · Jubbega · Katlijk · Luinjeberd · Mildam · Nes · Nieuwebrug · Nieuwehorne · Nieuweschoot · Oldeboorn · Oranjewoud · Oudehorne · Oudeschoot · Terband · Tjalleberd

Buurtschappen: Anneburen · Birstum · Brongerga · Henshuizen · Meskenwier · Oosterboorn · Oude Schouw (deels) · Pean · Poppenhuizen · Schurega · Sorremorre · Spitsendijk · Sythuizen · Warniahuizen · Welgelegen (deels)

Friesland: Steden en dorpen      Nederland: Provincies · Gemeenten